# Mariä Himmelfahrt (Złocieniec)

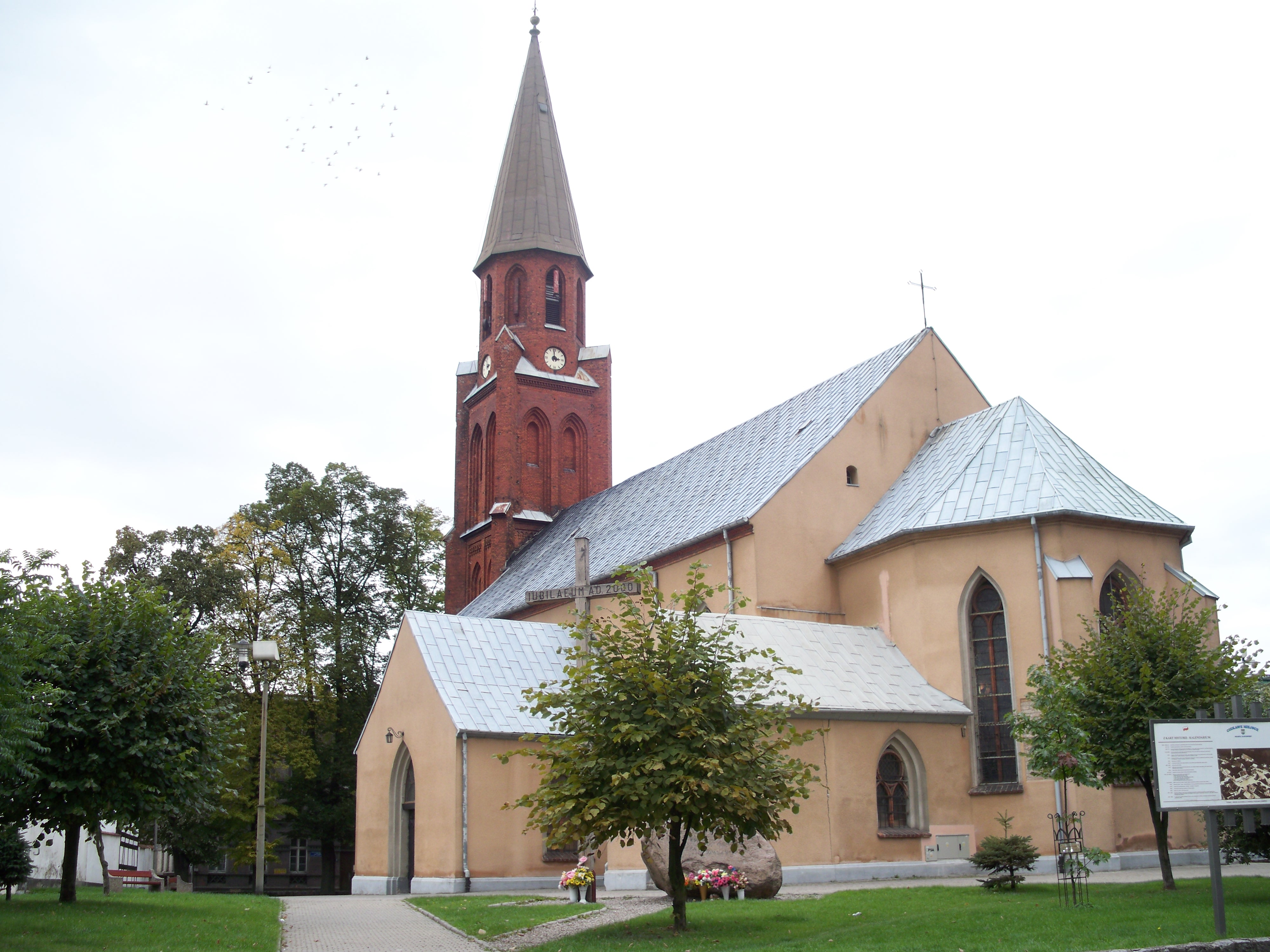
Kirche Maria Himmelfahrt

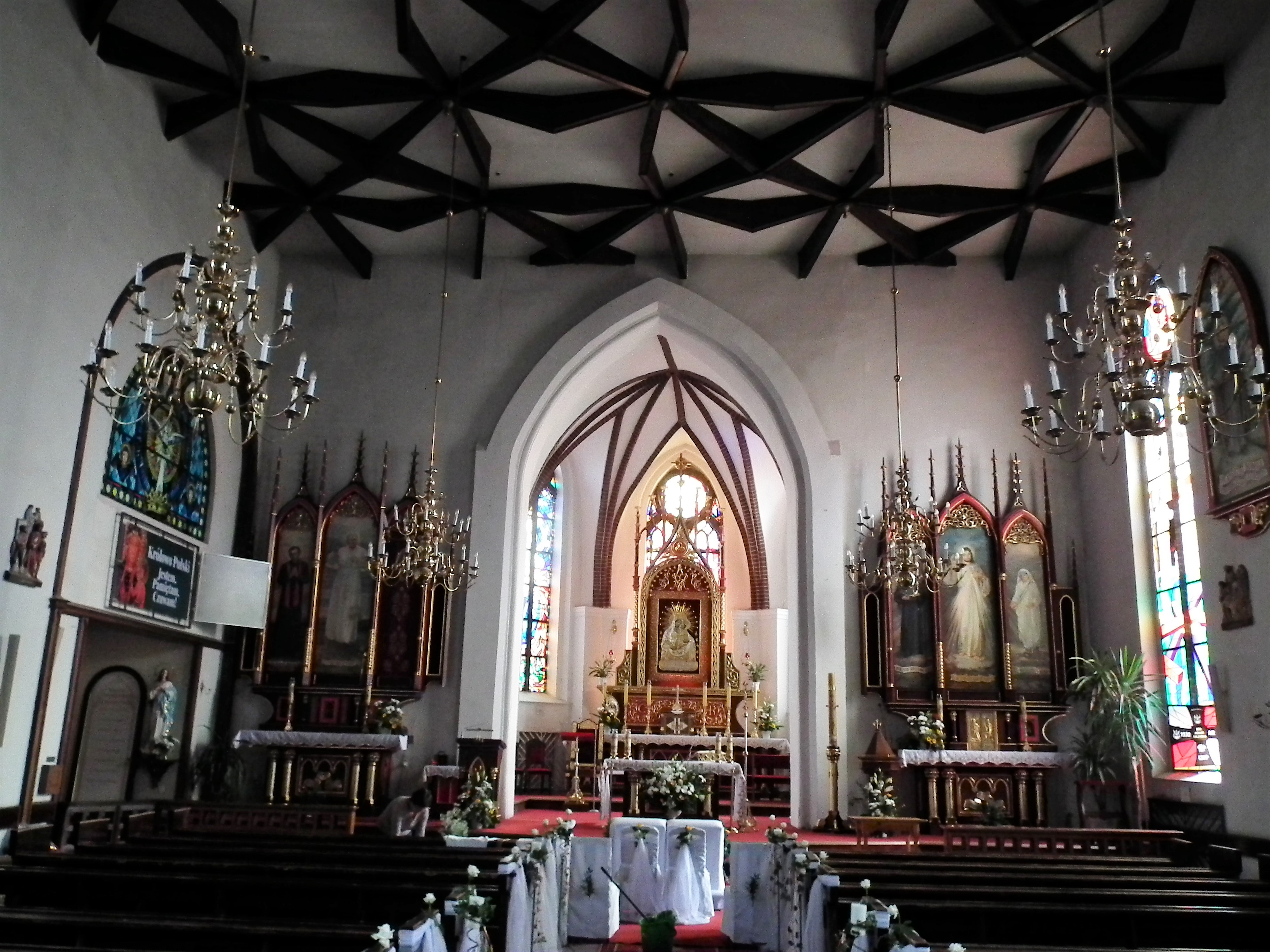
Blick in das Innere mit dem Chor

Die römisch-katholische Kirche Mariä Himmelfahrt (polnisch Kościół Wniebowzięcia Najświętszej Maryi Panny) ist die Stadtpfarrkirche von Złocieniec (deutsch Falkenburg in Pommern). Zu deutscher Zeit wurde die Kirche als St. Maria bezeichnet.

## Geschichte
Vor der Stadtgründung befand sich am Ort der heutigen Kirche wohl eine Holzkirche. Die neue Kirche wurde 1445 begonnen und war zunächst zweischiffig mit vier Jochen auf rechteckigen Pfeilern. Durch Anbau an der nördlichen Langseite wurde der Bau dreischiffig erweitert. Der etwas breitere Chor ist von fünf Seiten eines Achtecks geschlossen. 1529 erhielt der Turm ein neues Kupferdach. Im Jahr 1646 stiften die Grundherren von Borcke der Kirche einen aus Silber getriebenen und mit Gold verzierten Kelch. 1663 wird der Kirche eine silberne Oblatendose geschenkt.
Beim Stadtbrand von 1666, dem „Königsbrand“, wurde die Kirche beschädigt. 1682 wurde der Turm wiederhergestellt und erhielt ein neues Kupferdach, 1688 ging man an die Wiederherstellung des Langhauses, wobei die Kirche statt des eingestürzten Sterngewölbes eine Flachdecke erhielt. 1727 wurde eine weitere Renovierung der Kirche abgeschlossen, u. a. mit neuer hölzerne Haube für den Turm. Der Turm erhielt schon 1796 wieder ein neues Dach, aber bald hatte der Turm einen Riss und wurde bis 1838 teils abgetragen. Der neue Turm war noch nicht fertig, als 1880 in diesen der Blitz einschlug. 
Die Kirche war seit der Reformation evangelisch und gehörte zuletzt zum Kirchenkreis Dramburg in der Kirchenprovinz Pommern der Evangelischen Kirche der altpreußischen Union. Seit der polnischen Übernahme der Region ist die Kirche römisch-katholisch.